# SMAP 015/Drink! Smap!
「SMAP 015/Drink! Smap!」（～ドリンク!スマップ!）は、2002年7月24日に日本ではビクターエンタテインメント、台湾ではFORWARD MUSICよりリリースされたSMAPの14枚目のオリジナル・アルバム。

## 解説
稲垣吾郎復帰後初アルバム。「渇いた心を潤す」というコンセプトから、「Drink」というタイトルとなったとのこと。アルバムと連動して期間限定の炭酸飲料が発売された（後述）。ジャケットのデザインは佐藤可士和。
- 初回限定盤のみカラーケース仕様。
- 中居、木村は、このアルバムが20代としての最後のアルバムとなった。

## チャート成績
- 2002年8月5日付のオリコン週間アルバムチャートで、初週22.8万枚を売り上げ、初登場2位を獲得した。
- その後もロングヒットを続け、累計売上は62.2万枚（オリコン調べ）まで伸びている[1]。

## 収録曲
1. Theme of 015（inst.）
作曲・編曲:小西康陽
2. GO NOW!
作詞:立田野純 / 作曲・編曲:松原憲
3. 世界に一つだけの花
作詞・作曲・編曲:槇原敬之
草彅剛主演 フジテレビ系ドラマ「僕の生きる道」主題歌
2003年3月5日に35thシングルとしてリカットされ、300万枚以上を売り上げた。
4. 時間よとまれ - 稲垣吾郎
作詞:鈴木おさむ / 作曲:M.Rie / 編曲:武藤星児 / ストリングスアレンジ:村山達哉 / コーラスアレンジ:高橋哲也
5. Over Flow
作詞・作曲:三宅光幸 / 編曲:tearbridge production（三宅光幸&tasuku） / コーラスアレンジ:Kazco
6. ずっとずっと - 木村拓哉
作詞・作曲:Ryoji（ケツメイシ） / 編曲:YANAGIMAN
7. Jive
作詞:児嶋隆 / 作曲:飯田建彦 / 編曲:大坪直樹 / コーラスアレンジ:知野芳彦
8. People Song ～みんなのうた～
作詞:相田毅 / 作曲・編曲:知野芳彦 / ブラスアレンジ:竹上良成
9. 幸せの果てに
作詞:市川喜康 / 作曲:清水昭男 / 編曲:家原正樹 / コーラスアレンジ:知野芳彦
10. It Can't Be - 香取慎吾
作詞:Shingo.K / 作曲:Johan Gunnarson・Richard Andersson / 編曲:Masaya Suzuki
全編英語詞となっている。
11. freebird
作詞・作曲・編曲:シライシ紗トリ
34thシングル
フジテレビ系「SMAP×SMAP」テーマソング
12. FIVE RESPECT
作詞:N.マッピー・鈴木おさむ / 作曲:N.マッピー / 編曲:鈴木Daichi秀行
メンバー紹介曲
6thベスト・アルバム「SMAP 25 YEARS」にも収録された。

## Drink! Smap!（炭酸飲料）
Drink! Smap!（ドリンク! スマップ!）は、2002年7月23日にキリンビバレッジから発売された炭酸飲料。「甘苦い炭酸の刺激に緑茶の風味が隠されている」とキリンビバレッジ社は説明しており、今までに味わったことの無い味という評価が多く見られた。事実、中居正広も「風邪薬のシロップみたい」と語っている。
ラベルのデザインはCDジャケット同様に佐藤可士和が手掛けた。
キリンビバレッジの発表で発売初日に約600万本が出荷された。

## レコーディング・メンバー
Theme of 015
- Sound Produced：小西康陽
- Timpani：金山功
- Programming：吉田哲人
- Chorus：Kathrine L.Cornelison・Taylor P.Boyle・Arnecia L.Gallop

GO NOW!
- Strings：弦一徹ストリングス
- Other Instruments：松原憲

世界に一つだけの花
- Keyboards & Programming & Chorus：槇原敬之
- Guitars：小倉博和
- Synthesizer & Rhythm Treatment：毛利泰士

時間よとまれ
- Drums：高田真
- Bass：岡雄三
- A.Guitar：知野芳彦
- A.Pf：大山泰輝
- Strings：村山達哉ストリングス
- Other Instruments：武藤星児
- Chorus：高橋哲也

Over Flow
- All Instruments：三宅光幸 & tasuku
- Chorus：Kazco・知野芳彦

ずっとずっと
- E.Guitar：田中義人
- A.Guitar：IWAO
- Organ：大山泰輝
- Other Instruments：YANAGIMAN
- Chorus：佐々木久美・斉藤妙子・高尾直樹・岩﨑元是

Jive
- E.Guitar：増崎孝司（from DIMENSION）
- T.Sax：山本拓夫
- Other Instruments：大坪直樹
- Chorus：知野芳彦

People Song 〜みんなのうた〜
- Drums：河村徹
- Bass：種子田健
- Guitars & Chorus：知野芳彦
- E.Pf & Organ：大山泰輝
- Lp：三沢またろう
- T.Sax：勝田一樹（from DIMENSION）
- A.Sax：竹上良成
- B.Sax：宮本大路
- Trombone：野村裕幸
- Trumpet：小林太

幸せの果てに
- All Instruments：家原正樹
- Chorus：知野芳彦

It Can't Be
- E.Guitar：久米康隆
- Other Instruments：鈴木雅也
- Chorus：Glynis"Bone"Martin

freebird
- Guitars & Other Instruments & Chorus：シライシ紗トリ
- Guitars：清水昭男
- Scratch：DJ Jr.

FIVE RESPECT
- All Instruments：鈴木Daichi秀行
- Chorus：知野芳彦

## テレビ出演
GO NOW!
- 『SMAP×SMAP』（2002年8月19日、関西テレビ・フジテレビ）
この回の音楽コーナー「S-Live」でテレビ初披露。

Over Flow
- 『SMAP×SMAP』（2002年8月26日、関西テレビ・フジテレビ）
この回の音楽コーナー「S-Live」でテレビ初披露。

Jive
- 『SMAP×SMAP』（2002年8月12日、関西テレビ・フジテレビ）
この回の音楽コーナー「S-Live」でテレビ初披露。

People Song ～みんなのうた～
- 『SMAP×SMAP』（2002年7月22日、関西テレビ・フジテレビ）
この回の音楽コーナー「S-Live」でテレビ初披露。

幸せの果てに
- 『SMAP×SMAP』（2002年10月14日、関西テレビ・フジテレビ）
この回の音楽コーナー「S-Live」でテレビ初披露。

FIVE RESPECT
- 『SMAP×SMAP』（2002年9月9日、関西テレビ・フジテレビ）
この回の音楽コーナー「S-Live」でテレビ初披露。